# Suzuka 8-timmars

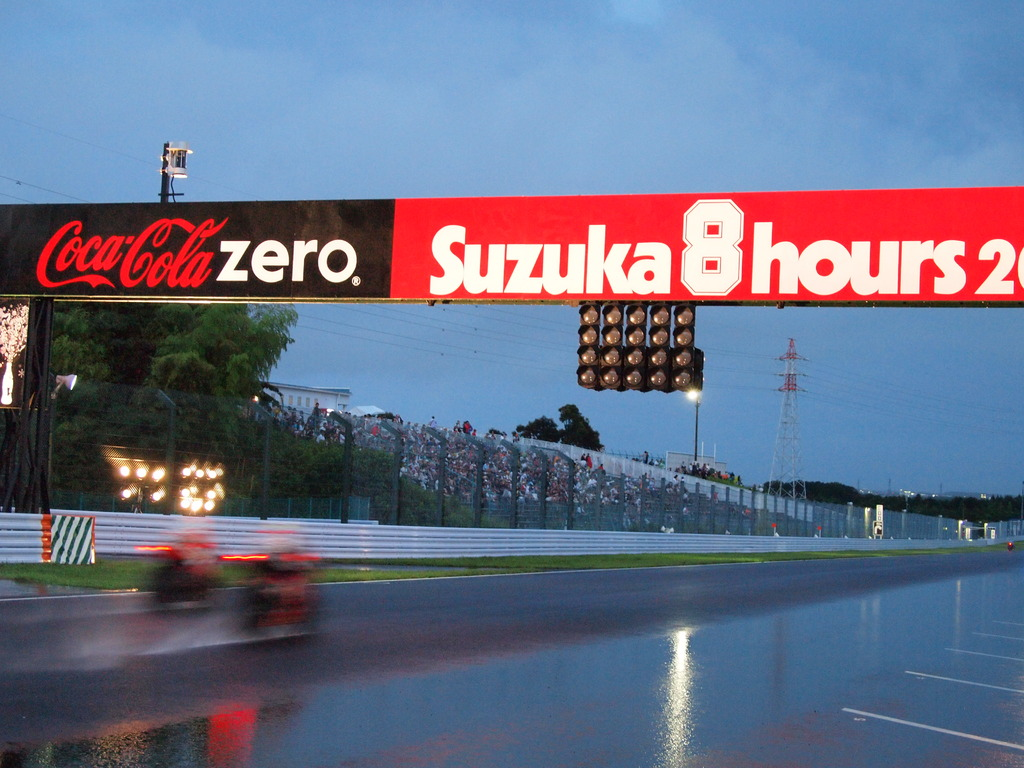
Suzuka 8-timmars 2009.

Suzuka 8-timmars är en tävling i motorcykelsporten roadracings gren för långlopp, endurance. Loppet varar åtta timmar och körs årligen sedan 1978 på Suzukabanan i Japan. Team om två eller tre ryttare deltar. Tävlingen startar i dagsljus och avslutas i mörker. Sedan 1980 ingår Suzuka 8-timmars i Endurance-VM. Förutom de vanliga enduranceförarna och de främsta japanska förarna brukar internationella stjärnor från Grand Prix Roadracing och Superbike också deltaga om kalendern tillåter. De japanska motorcykeltillverkarna sätter stort värde på att vinna Suzuka 8-timmars.

## Segrare
| År    | Förare                                             | Motorcykel          | Team                          |
| ----- | -------------------------------------------------- | ------------------- | ----------------------------- |
| 1978  | Wes Cooley Mike Baldwin                            | Suzuki GS 1000      | Yoshimura Racing Group        |
| 1979  | Tony Hatton Michael Cole                           | Honda CB 900        | Team Honda Australia          |
| 1980  | Wes Cooley Graeme Crosby                           | Suzuki GS 1000      | Yoshimura R&D                 |
| 1981  | Mike Baldwin David Aldana                          | Honda RS 1000       | Honda France                  |
| 19821 | Shigeo Iijima Shinji Hagiwara                      | Honda CB 900 F      | Blue Helmet MSC               |
| 1983  | Hervé Moineau Richard Hubin                        | Suzuki GS 1000 R    | Suzuki France                 |
| 1984  | Mike Baldwin Fred Merkel                           | Honda RS 750 R      | America Honda                 |
| 1985  | Wayne Gardner Masaki Tokuno                        | Honda RVF 750       | Team HRC                      |
| 1986  | Wayne Gardner Dominique Sarron                     | Honda RVF 750       | Team HRC                      |
| 1987  | Martin Wimmer Kevin Magee                          | Yamaha YZF 750      | Shiseido Tech 21 Racing Team  |
| 1988  | Kevin Magee Wayne Rainey                           | Yamaha YZF 750      | Team Lucky-Strike Roberts     |
| 1989  | Dominique Sarron Alex Vieira                       | Honda RVF 750       | Team Honda Ikuzawa            |
| 1990  | Tadahiko Taira Eddie Lawson                        | Yamaha YZF 750      | Shiseido Tech 21 Racing Team  |
| 1991  | Wayne Gardner Mick Doohan                          | Honda RVF 750 RC45  | Team HRC                      |
| 1992  | Wayne Gardner Daryl Beattie                        | Honda RVF 750 RC45  | Oki Honda Racing Team         |
| 1993  | Scott Russell Aaron Slight                         | Kawasaki ZXR-7      | Itoh Ham Racing Kawasaki      |
| 1994  | Doug Polen Aaron Slight                            | Honda RVF 750 RC45  | Team HRC                      |
| 1995  | Aaron Slight Tadayuki Okada                        | Honda RVF 750 RC45  | Team HRC                      |
| 1996  | Colin Edwards Noriyuki Haga                        | Yamaha YZF 750      | Yamaha Racing Team            |
| 1997  | Shinichi Itoh Tohru Ukawa                          | Honda RVF 750 RC45  | Hori-Pro Honda with HARC      |
| 1998  | Shinichi Itoh Tohru Ukawa                          | Honda RVF 750 RC45  | Lucky-Strike Honda & Iwaki    |
| 1999  | Tadayuki Okada Alex Barros                         | Honda RVF 750 RC45  | Lucky-Strike Honda            |
| 2000  | Tohru Ukawa Daijiro Kato                           | Honda VTR 1000 SP-W | Team Cabin Honda              |
| 2001  | Valentino Rossi Colin Edwards                      | Honda VTR 1000 SP-W | Team Cabin Honda              |
| 2002  | Daijiro Kato Colin Edwards                         | Honda VTR 1000 SP-W | Team Cabin Honda              |
| 2003  | Yukio Nukumi Manabu Kamada                         | Honda VTR 1000 SPW  | Team Sakurai Honda            |
| 2004  | Tohru Ukawa Hitoyasu Izutsu                        | Honda CBR 1000 RRW  | Seven Star Honda 7            |
| 2005  | Tohru Ukawa Ryuichi Kiyonari                       | Honda CBR 1000 RRW  | Seven Star Honda 7            |
| 2006  | Takeshi Tsujimura Shinichi Itoh                    | Honda CBR 1000 RR   | FCC-TSR Zip-FM                |
| 2007  | Yukio Kagayama Kousuke Akiyoshi                    | Suzuki GSX-R 1000   | Yoshimura Suzuki with Jomo 34 |
| 2008  | Ryuichi Kiyonari Carlos Checa                      | Honda CBR 1000 RR   | Dream Honda Racing Team 11    |
| 2009  | Daisaku Sakai Kasuki Tokudome Nobuatsu Aoki        | Suzuki GSX-R 1000   | Yoshimura Suzuki with Jomo    |
| 2010  | Ryuichi Kiyonari Takumi Takahashi Takaaki Nakagami | Honda CBR 1000 RR   | MuSASHi RT HARC-PRO           |
| 2011  | Kousuke Akiyoshi Shinichi Itoh Ryuichi Kiyonari    | Honda CBR 1000 RR   | F.C.C. TSR Honda              |
| 2012  | Jonathan Rea Kousuke Akiyoshi Tadayuki Okada       | Honda CBR 1000 RR   | F.C.C. TSR Honda              |
| 2013  | Takumi Takahashi Leon Haslam Michael van der Mark  | Honda CBR 1000 RR   | MuSASHi RT HARC-PRO           |
| 2014  | Takumi Takahashi Leon Haslam Michael van der Mark  | Honda CBR 1000 RR   | MuSASHi RT HARC-PRO           |
| 2015  | Katsuyuki Nakasuga Bradley Smith Pol Espargaró     | Yamaha YZF-R1       | Yamaha Racing Team            |
| 2016  | Katsuyuki Nakasuga Alex Lowes Pol Espargaró        | Yamaha YZF-R1       | Yamaha Factory Racing Team    |
| 2017  | Katsuyuki Nakasuga Alex Lowes Michael van der Mark | Yamaha YZF-R1       | Yamaha Factory Racing Team    |
| 2018  | Katsuyuki Nakasuga Alex Lowes Michael van der Mark | Yamaha YZF-R1       | Yamaha Factory Racing Team    |
| 2019  | Katsuyuki Nakasuga Alex Lowes Michael van der Mark | Yamaha YZF-R1       | Yamaha Factory Racing Team    |

1 – Loppet kortades till sex timmar på grund av dåligt väder.